# Азербејџан на Европском првенству у атлетици у дворани 2021.
Азербејџан је учествовао на 36. Европском првенству у дворани 2021 који се одржао у Торуњу, Пољска, од 4. до 7. марта. Ово је десето европско првенство у дворани од 2000. године када је Азербејџан први пут учествовао, пропустио је првенство одржано 2005. Репрезентацију Азербејџана представљао је 1 такмичар који се такмичио у троскоку.
На овом првенству представник Азербејџана је освојио сребрну медаљу. Овим успехом Азербејџан је делио 18 место у укупном пласману освајача медаља.
У табели успешности према броју и пласману такмичара који су учествовали у финалним такмичењима (првих 8 такмичара) Азербејџан је са 1 учесником у финалу заузео 21. место са 7 бодова.
| Плас. | Земља      | 1. место | 2. место | 3. место | 4. место | 5. место | 6. место | 7. место | 8. место | Бр. фин.-Бод. |
| ----- | ---------- | -------- | -------- | -------- | -------- | -------- | -------- | -------- | -------- | ------------- |
| 21.   | Азербејџан | –        | 1–7      | –        | –        | –        | –        | –        | –        | 1–7           |

## Учесници
Мушкарци:
- Алексис Копељо — Троскок

## Освајачи медаља (1)

### Сребро (1)
- Алексис Копељо — Троскок

## Резултати

### Мушкарци
| Атлетичар      | Дисциплина | Лични рекорд | Квалификације  | Квалификације | Полуфинале | Полуфинале | Финале    | Финале | Детаљи |
| Атлетичар      | Дисциплина | Лични рекорд | Резултат       | Место         | Резултат   | Место      | Резултат  | Место  | Детаљи |
| -------------- | ---------- | ------------ | -------------- | ------------- | ---------- | ---------- | --------- | ------ | ------ |
| Алексис Копељо | Троскок    | 17,24        | 16,84 КВ, =ЛРС | 3.            |            |            | 17,04 ЛРС |        |        |